# Новомихайловское городское поселение
Новомихайловское городское поселение — муниципальное образование в Туапсинском районе Краснодарского края России действовало с 01.01.2006 по 01.01.2025, после чего упразднено с правопреемством к Туапсинскому муниципальному округу. Полномочия депутатов Совета и Главы поселения прекращены, сотрудники местной администрации уволены по сокращению штатной численности с 27.12.2024. 
Административный центр — посёлок городского типа Новомихайловский.
В рамках административно-территориального устройства Краснодарского края городскому поселению соответствует Новомихайловский поселковый округ (посёлок городского типа с подчинёнными ему 11 сельскими населёнными пунктами).

## География
Городское поселение расположено в северо-западной части Туапсинского района, на южном склоне Главного Кавказского хребта, в гористо-холмистой местности. Основные равнинные участки расположены в узкой приморской полосе. Рельеф местности сильно пересечённый. Средние высоты на территории сельского поселения составляют 150-200 метров над уровнем моря. Высшей точкой сельского поселения является гора Почепсуха (911 м). Имеются несколько перевалов на северный склон Главного Кавказского хребта расположенные на высотах от 500 до 600 метров.
Площадь сельского поселения составляет 345,35 км². Граничит на северо-западе с Тенгинским, на северо-востоке — с Шаумянским,  на востоке — с Небугским сельскими поселениями Туапсинского района, а также  на севере — с Безымянным сельским округом, подчинённым городу Горячий Ключ. На западе земли сельского поселения омываются водами Чёрного моря, а на востоке доходят до водораздела Главного Кавказского хребта
Гидрографическая сеть представлена бассейнами рек Нечепсухо, Секуа, Пляхо, Кужепс, Ту, Кабак, а также десятками мелких речек несущими свои воды напрямую в Чёрное море. В верховьях рек расположены множество малых водопадов и порогов.
Климат переходный от умеренного к субтропическому. Средняя температура колеблется от +4,0°С в январе, до +23°С в июле. Среднегодовое количество осадков составляет около 1100 мм. Наибольшее количество осадков выпадает в зимний период.

## История
Ранее в границах поселения в действовал Новомихайловский поселковый совет, который сменил Новомихайловский поселковый округ муниципального образования Туапсинский район. 
В 2005 году в границах поселкового округа в рамках организации местного самоуправления было образовано 01.01.2006 муниципальное образование со статусом городского поселения. 
С 01.01.2025 муниципальное образование упразднено, на территории создан Новомихайловский территориальный отдел территориального управления муниципального образования Туапсинский муниципальный округ. 

## Население
| 2002    | 2010    | 2012    | 2013    | 2014    | 2015    | 2016    |
| ------- | ------- | ------- | ------- | ------- | ------- | ------- |
| 14 709  | ↗15 013 | ↗15 378 | ↘15 359 | ↗15 608 | ↗15 892 | ↗16 002 |
| 2017    | 2018    | 2019    | 2020    | 2021    | 2023    |         |
| ↗16 261 | ↘16 186 | ↗16 188 | ↘16 046 | ↘15 073 | ↘15 025 |         |

Процент от населения района — 12.1 %
Плотность — 43.51 чел./км².

### Национальный состав
По данным Всероссийской переписи населения 2010 года:
| Народ                     | Численность, чел. | Доля от всего населения, % |
| ------------------------- | ----------------- | -------------------------- |
| русские                   | 9 359             | 62,34 %                    |
| армяне                    | 2 617             | 17,43 %                    |
| адыги (черкесы)           | 843               | 5,62 %                     |
| украинцы                  | 289               | 1,92 %                     |
| другие                    | 775               | 5,16 %                     |
| не указана национальность | 1 130             | 7,53 %                     |
| всего                     | 15 013            | 100,0 %                    |

По данным Всероссийской переписи населения 2021 года:
| Народ             | Численность, чел. | Доля от всего населения, % |
| ----------------- | ----------------- | -------------------------- |
| Русские           | 11 335            | 75,20 %                    |
| Армяне            | 2 335             | 15,49 %                    |
| Адыги (Черкесы)   | 839               | 5,57 %                     |
| другие/не указано | 564               | 3,74 %                     |
| всего             | 15 073            | 100,0 %                    |

## Населённые пункты
В состав городского поселения входят 12 населённых пунктов:
| №  | Населённый пункт       | Тип населённого пункта | Население (чел.) | Доля от населения (%) |
| -- | ---------------------- | ---------------------- | ---------------- | --------------------- |
| 1  | Новомихайловский       | пгт                    | ↘10 134          | 68,03 %               |
| 2  | базы отдыха «Ласточка» | посёлок                | ↘34              | 0,23 %                |
| 3  | дома отдыха «Кубань»   | посёлок                | ↘103             | 0,69 %                |
| 4  | Ольгинка               | село                   | ↗2252            | 15,00 %               |
| 5  | пансионата «Ольгинка»  | посёлок                | ↘193             | 1,29 %                |
| 6  | Пляхо                  | село                   | ↗1198            | 7,98 %                |
| 7  | Подхребтовое           | село                   | ↗44              | 0,29 %                |
| 8  | Псебе                  | аул                    | ↗416             | 2,77 %                |
| 9  | санатория «Агрия»      | посёлок                | ↘274             | 1,83 %                |
| 10 | санатория «Черноморье» | посёлок                | ↘157             | 1,05 %                |
| 11 | спортлагеря «Электрон» | посёлок                | ↘6               | 0,04 %                |
| 12 | турбазы «Приморская»   | посёлок                | ↘123             | 0,82 %                |

## Местное самоуправление
Администрация Новомихайловского городского поселения — посёлок Новомихайловский, ул. Мира, д. 73.
Структуру органов местного самоуправления городского поселения составляют:
- Администрация Новомихайловского городского поселения 
  - Глава администрации городского поселения — Орлов Андрей Валерьевич.
- Совет местного самоуправления Новомихайловского городского поселения 
  - Председатель совета местного самоуправления городского поселения — Кочьян Владимир Николаевич

## Экономика
Основу экономики городского поселения составляют туризм и сельское хозяйство (в частности садоводство).

## Достопримечательности
- Древний город зихов и ахайцев Зихополис и развалины античной крепости — Никопсия расположенный на территории турбазы Приморская. Объект находится под государственной охраной;
- Средневековое городище, располагается под землей в районе техникума, автостанции и храма Андрея Первозванного в центре поселка;
- Древний город Старая Лазика, располагается под землей на которой размещен СОК Золотой Колос;
- Памятник природы - Дуб великан, у аула Псебе;
- Сосновая Аллея в поселке пансионата Ольгинка;
- Агрийский ландшафтный заказник - особо охраняемая природная территория федерального значения;
- Пляхинский лес - особо-охраняемая природная территория местного значения;
- Секуанский лес - особо охраняемая природная территория местного значения;
- Водопад "Белые скалы" село Подхребтовое;
- Урочище Хазарово - горный хребет Большого Кавказа;
- Старинное армянское, амшенское кладбище в селе Подхребтовое;
- Ольгинский сельский колодец, памятное место начала основания села, бывший символ села Ольгинка Туапсинского уезда Черноморской губернии;
- Дом-дача, имение Дузу-Кале господина Бескровного в поселке турбазы Приморская;
- Дом-дача генерала Маслова, в поселке Ласточка;
- Дом-дача господина Суворина, в поселке санатория Черноморье;
- Дом-дача господина Сокова в поселке пансионата Ольгинка;
- Серия памятников ФГОУ ВДЦ Орленок (пламя, статуя, барельеф и мемориал пионерам);
- Мемориал бойцам Красной армии погибшим во время Великой Отечественной войны и Гражданской войны;
- Храм апостола Андрея Первозванного Русской Православной церкви Московского патриархата, на ул. Мира 71, пгт Новомихайловский;
- Храм Николая Чудотворца Армянской апостольской церкви, мкр. Тайфун 42, пгт Новомихайловский;
- Храм Равноапостольной святой княгини Ольги Русской православной церкви Московского патриархата, с. Ольгинка ул. Черноморская 8;
- Территория мотокросса, Олимпийский спуск села Пляхо, где ежегодно проводятся Всероссийские и международные соревнования по мотокроссу.